# Прусський музей
Прусський музей (нім. Prussia-Museum) — колишній музей у Кенігсберзі, який був заснований 19 листопада 1844 як Товариство з вивчення старожитностей «PRUSSIA» і згодом вважався одним з найбільших археологічних музеїв Балтії. Масив раритетів його колекції налічував понад 240 тисяч одиниць зберігання.

## Історія

### Створення музею
У 1844 році під час святкування 300-річного ювілею Альбертіни, професор Е. А. Хаген заснував Товариство вивчення старожитностей «Пруссія» (нім. Altertumsdesellschaft "Prussia"). Метою суспільства було вивчення культурної спадщини прусів та їх попередників на теренах Східної Пруссії.
У перші десятиліття діяльності суспільство проводило численні археологічні розкопки. З 1888 р. розпочалися інтенсивні дослідження об'єктів епохи Німецького ордену, а згодом і Нового часу, які проводились також і на території Західної Пруссії. Знайдені артефакти передавались в експозицію і фонди музею.
З вересня 1881 р. товариство неофіційно стало назватися Музей «Пруссія». А в 1904 р. музей переїжджає до будівлі колишньої бібліотеки на Кенігштрассе 65/67 (нині — вул. Фрунзе). Через рік відбувається остаточне злиття Провінційного Східно-Прусського музею та Музею «Пруссія». У 1923 відбувається зворотне переселення Музею в Королівський палац, цього разу в південний його флігель.
Музейна колекція налічувала понад 240 тисяч експонатів із каменю, заліза, золота, срібла, бронзи, бурштину, кераміки. Це були предмети побуту, прикраси, наконечники копій і стріл, монети, кубки, вази — свідчення життя людей різних епох починаючи з неоліту, кам'яного, бронзового і залізного віків, включаючи Римську імперію (точніше — епоху римського впливу) ) і закінчуючи XVIII-XIX століттями.
Музей розміщувався на першому поверсі південного та північного флігелів та на 3 поверсі Західного флігеля Орденського замку Кенігсберга. 

### Доля колекції
Останній директор музею доктор Вільгельм Герте до початку штурму Кенігсберга у 1945 році зумів розосередити та сховати колекцію у трьох схованках. Перша, з більш ніж 20 урнами, був обладнаний поблизу міста Растенбург. Після війни поляки виявили її частково розграбованим. Але те, що в ній залишилося, сьогодні експонується в Ольштині.
Другу схованку (точніше — частину експозиції та архів Музею, не вивезені в 1944 р.) обладнали в підвалах (на першому поверсі) Орденського замку. Вони згоріли під час пожежі, яка вирувала в замку після авіанальотів союзної авіації в серпні 1944 року. В 1968-1969 рр., коли за вказівкою представників радянської влади в центрі Калінінграда підірвали руїни замку Кенігсберга, серед цегляного брухту виявили її залишки.
Але найцінніші експонати були заховані в січні 1945 р. у глибинах форту № 3. Це потужна споруда часів короля Фрідріха ІІІ: площа 350х180 метрів, бойові вали, два двори, на трьох поверхах сотні казематів. Форт №3 знаходиться в північно-східній частині міста біля маєтку Північна Гора по дорозі на Зеленоградську. До відходу з форту військ він значився режимним об'єктом, і вхід туди цивільних істориків був заборонений. У 1999 році військові залишили цитадель, і в рові в купі будівельного сміття було виявлено експонати музейної колекції «Пруссія», викинуті з підвалів форту і які давно й безуспішно розшукують місцеві історики. Вони були знайдені з німецькими бирками та інвентарними номерами на експонатах.
Сьогодні російська частина збереженої колекції знаходиться в історико-художньому музеї та у Музеї Канта при Кафедральному соборі Калінінграда.